# Рефт
Рефт, в верхнем течении Большой Рефт — река в России, протекает в Свердловской области. Устье реки находится в 461 км по левому берегу реки Пышма. Длина реки — 103 км, площадь водосборного бассейна — 1380 км². На реке находятся Рефтинское водохранилище, Малышевское водохранилище и Черемшанский пруд. Река протекает через посёлок Рефтинский и город Асбест.

## Притоки
(км от устья)
- Гущин (пр)
- Елисеевка (пр)
- Винокуровка (лв)
- Нижняя Медвежка (пр)
- Верхняя Медвежка (пр)
- Колышка (лв)
- Шумиха (лв)
- Роговая (пр)
- Никольский (пр)
- Каменка (лв)
- Березовый (лв)
- Норна (лв)
- Овсянка (пр)
- Скачок (лв)
- Стригановка (лв)
- Шамейка (лв)
- Поздый (пр)
- Рудная (лв)
- Журавлевка (пр)
- Кирилловка (пр)
- 43 км: Малый Рефт (лв)
- Пещерная (пр)
- Серебрянка (пр)
- Ильинка (лв)
- Медвежка (лв)
- Шутиха (пр)
- 59 км: Шамейка (лв)
- Старка (лв)
- Шляпонка (пр)
- Сретенский (лв)
- 77 км: Островная (пр)
- Чернушка (лв)

## Данные водного реестра
По данным государственного водного реестра России относится к Иртышскому бассейновому округу, водохозяйственный участок реки — Рефт от истока до Рефтинского гидроузла, речной подбассейн реки — Тобол. Речной бассейн реки — Иртыш.
Код объекта в государственном водном реестре — 14010502112111200007670.